# Японский джаз
Японский джаз — джаз, исполняемый японцами и музыкантами, связанными с Японией или японской культурой. По некоторым данным, самая большая концентрация любителей джаза наблюдается в Японии.

## История
Некоторые источники называют Hatano Jazz Band первым японским джаз-бендом, однако это была в первую очередь танцевальная группа. Её сформировали в 1912 году выпускники Токийской школы музыки, которые освоили и начали исполнять американскую танцевальную музыку после посещения Сан-Франциско, между тем они никогда не планировали использовать в творчестве джазовые импровизации. Широкую популярность в Японии джаз обрёл в 1920-х годах благодаря выступлениям джазовых коллективов из США и Филиппин, куда американскую популярную музыку принесли оккупационные силы после Филиппино-американской войны.

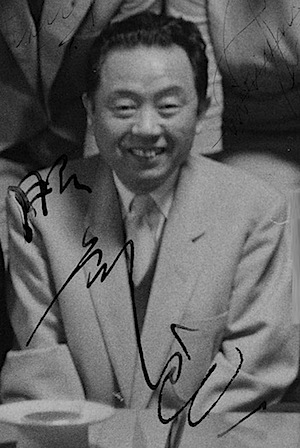
Рёити Хаттори стремился создать обособленно японский стиль джаза

В начале 1920-х годов начала складываться местная джазовая практика, прежде всего в процветающих развлекательных районах Осаки и Кобе. К 1924 году в городе Осака было уже 20 танцевальных залов, которые давали возможность коренным музыкантам профессионально играть джаз. Трубач Фумио Нанри стал первым японским джазовым музыкантом, получившим международное признание. В 1929 году он отправился в китайский Шанхай, где выступал с американским джазовым пианистом Тедди Уэзерфордом, а в 1932 году он гастролировал в США. После возвращения в Японию Нанри записал несколько произведений с Hot Peppers — его группой, играющей в американском стиле.
«Американскость» и высокая привлекательность раннего джаза как танцевальной музыки стали предметом озабоченности среди консервативной японской элиты. В 1927 году местные власти Осаки постановили закрыть танцевальные залы. Большое количество молодых музыкантов перешли на джазовую сцену в Токио, где стали работать в джазовых оркестрах крупнейших звукозаписывающих компаний.

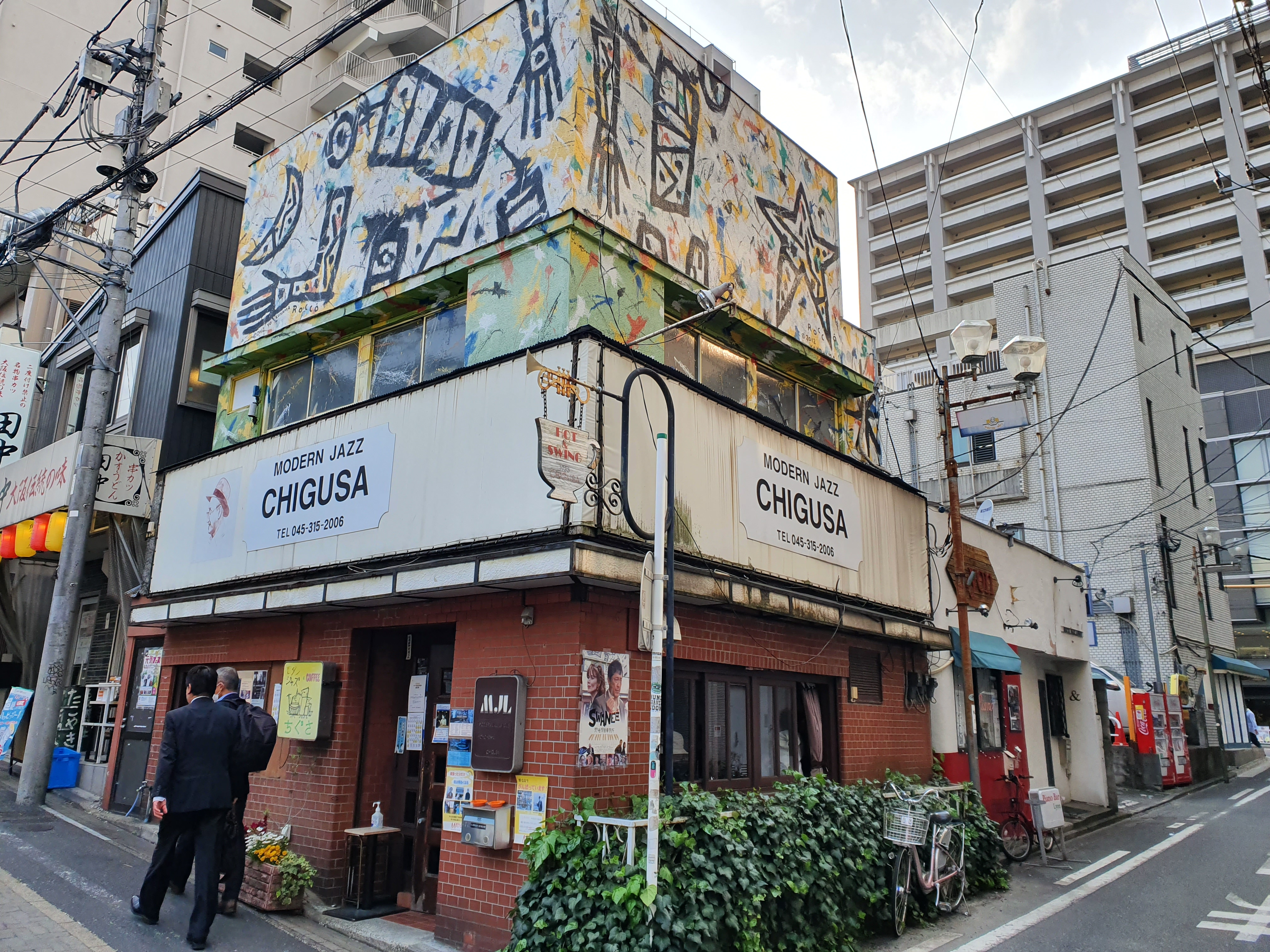
«Тигуса» — старейшее джазовое кафе Японии

В 1933 году в Иокогаме открылось первое джазовое кафе под названием «Тигуса». С тех пор такие заведения стали популярной альтернативой танцевальным залам. В джазовых кафе посетителям предлагалось проигрывание новейших джазовых пластинок, иногда устраивались живые выступления. В том же десятилетии композиторы Рёити Хаттори и Коити Сугии пытались преодолеть спорные качества джазовой музыки через создание отчётливо японского вида джаза. Они перерабатывали старинные японские народные и театральные песни на джазовый манер, а также создавали новые джазовые композиции, которые содержали японскую тематику и напоминали известные традиционные мелодии.
В годы Второй мировой войны японские власти считали джаз «вражеской музыкой» и запрещали его. Однако к тому времени этот жанр стал слишком популярным, чтобы успешно сработал полный запрет. В стране продолжали исполняться джазоподобные композиции, иногда с ярко выраженным патриотическим содержанием, хотя их обычно называли «лёгкой музыкой». Несмотря на предписание властей уничтожать джазовые записи, многие владельцы магазинов и коллекционеры отказывались подчиниться и прятали пластинки до окончания войны. Послевоенная оккупация Японии союзными войсками послужила новым стимулом для появления местных джазовых музыкантов, поскольку американские солдаты желали услышать музыку, которую они слушали на родине.
К концу 1950-х годов вновь расцвела японская джазовая музыка, а в последующие десятилетия и местный фри-джаз. Музыковед и критик Тэруто Соэдзима называет 1969-й поворотным годом для японского фри-джаза, в чём значительную роль сыграли барабанщик Масахико Тогаси, гитарист Масаюки Такаянаги, пианисты Ёсукэ Ямасита и Масахико Сато, саксофонист Каору Абэ, контрабасист Мотохару Ёсидзава и трубач Итару Оки. В число других японских джазовых музыкантов, получивших международную известность, входят Тэрумаса Хино, Садао Ватанабэ (бывший участник квартета Тосико Акиёси), Рё Кавасаки, Тэруо Накамура, Тору Окоси и Макото Одзонэ. Многие из них активно гастролируют в США, некоторые остаются там жить ради карьеры или образования.
К 1970-м годам джазовые музыканты Японии стали также экспериментировать с фьюжн-фанком, спиричуэл-джазом, бибопом и модальным джазом. В 1980-е годы японский джаз начал испытывать влияние цифровых музыкальных технологий.